# Gaspar Gomán
Gaspar Gomán Pama (Santa Isabel, Guinea Española, 1928-Yaundé, Camerún, 2 de abril de 2016) fue un pintor ecuatoguineano, que desarrolló la mayor parte de su carrera en Camerún.

## Biografía
Nacido en Santa Isabel de Fernando Poo en 1928, era hijo de un inmigrante proveniente del antiguo Camerún Alemán. Por esta razón, Gomán también contaba con nacionalidad camerunesa.
Gracias a una beca concedida por la Diputación Provincial de Fernando Poo, entró a estudiar en 1954 a la Escuela Superior de Bellas Artes de Barcelona. Regresó a la Guinea Española en 1960 y se dedicó a la pintura y a la docencia (profesor de artes plásticas e historia del arte). Pintó decoraciones en la Iglesia de Bososo y en el antiguo palacio presidencial de Guinea Ecuatorial. Organizó varias exposiciones en Bata y Malabo.
Durante la dictadura de Francisco Macías Nguema fue encarcelado en la prisión de Black Beach por haber vivido en España y ser considerado intelectual. No obstante, fue liberado en 1972 gracias a la intervención del embajador camerunés en Guinea Ecuatorial, quien además le ayudó a establecerse en Yaundé. Gomán relataría su experiencia en prisión en el documental de 2006 Memoria negra.
Una vez radicado en Camerún trabajó como profesor de español, mientras seguía dedicándose a la pintura.
Sus obras han sido expuestas en varias ocasiones en España, Guinea Ecuatorial y Camerún, teniendo como temática la cultura africana. Su obra más conocida es el fresco que adorna la fachada de Afriland First Bank en Yaundé.
Su obra es una síntesis de la pintura occidental de la primera mitad del siglo XX (inspirada en Gauguin, Matisse, y Picasso) y una iconografía etnográfica en el estilo de las primeras pinturas africanas. Goman trabajaba con varias técnicas (grabado, dibujo a lápiz, gouache, óleo, acuarela, mosaico, etc).
Falleció en Yaundé el 2 de abril de 2016.